# 猪野谷滝
猪野谷滝（いのだき）は、徳島県上板町にある大山谷川の滝。落差は10m。

## 地理
讃岐山脈の大山に位置し、四国三十六不動尊霊場第一番札所・大山寺の懐にある。宮川内谷川の支流である大山谷川の上流の盗人谷に懸かる。
普段は水はほとんど流れておらず、大雨後にのみ姿を現す。

## 交通
- 高松自動車道「板野インターチェンジ」より車で約90分。
- JR「徳島駅」より車で約90分。